# Shaun Francis
Shaun Francis est un footballeur international jamaïcain né le 2 octobre 1986 à Mandeville. Il joue au poste de défenseur latéral gauche.

## Biographie
Francis domine toutes les compétitions de jeune dans son île natale, il intègre alors le Lindsey Wilson College aux États-Unis où il joue quatre saisons inscrivant sept buts en 61 matchs. Dans le même temps il joue en Premier Development League, D4 nord-américaine et plus haut niveau amateur avec les Invaders d'Indiana puis au Canada avec le Chill de Thunder Bay.
Il est sélectionné en 63e choix, lors du quatrième tour de la MLS Superdraft 2010 par le Crew de Columbus où il se fait petit à petit une place de titulaire. Il est libéré par le Crew à mi-saison le 27 juin 2012.
En février 2013, on retrouve Francis à l'essai avec le Union de Philadelphie. Il s'engage finalement avec les Eagles de Charlotte en USL Pro, la 3e division nord-américaine. Ces bonnes performances à ce niveau lui permettent de retrouver la MLS et un contrat avec le Fire de Chicago le 12 juillet 2013.
En fin de contrat avec le Fire, Francis est recruté vient le système de repêchage de la MLS par les Earthquakes de San José le 18 décembre 2013.

## Carrière internationale
Il est appelé pour la première fois en sélection le 10 octobre 2010 pour un match de préparation contre Trinité-et-Tobago. Il participe dans la foulée à la Coupe caribéenne des nations 2010 en Martinique où il inscrit son premier but en sélection contre la Guadeloupe. C'est d'ailleurs contre cette même équipe que la Jamaïque s'impose en finale aux tirs au but.

## Palmarès
- Coupe caribéenne des nations 2010
- Coupe USL 2018

## Buts internationaux
|    | Date             | Lieu                                                | Adversaire | Résultat | Compétition                               |
| -- | ---------------- | --------------------------------------------------- | ---------- | -------- | ----------------------------------------- |
| 1. | 29 novembre 2010 | Stade En Camée, Rivière-Pilote, Martinique          | Guadeloupe | 2-0      | Coupe caribéenne des nations 2010         |
| 2. | 11 octobre 2016  | Leonora Stadium, Leonora, Guyana                    | Guyana     | 2-4      | Qualif. Coupe caribéenne des nations 2017 |
| 3. | 20 juillet 2017  | University of Phoenix Stadium, Glendale, États-Unis | Canada     | 2-1      | Gold Cup 2017                             |